# AVRO's Sterrenslag

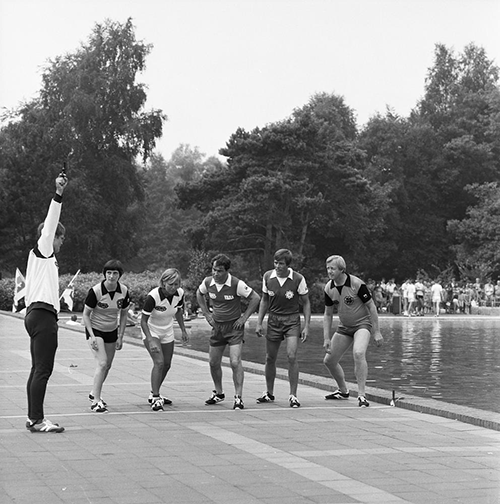
Vijf kandidaten wachten op een startschot tijdens een aflevering van Sterrenslag. De deelnemers vertegenwoordigen elk hun eigen omroep: v.l.n.r. KRO, AVRO, VARA, TROS en NCRV.

AVRO's Sterrenslag was een amusementsprogramma van de AVRO dat oorspronkelijk van 1977 tot 1998 werd uitgezonden. In het programma moesten bekende Nederlanders in teams fysieke opdrachten uitvoeren.
Het is gebaseerd op het Amerikaanse televisieprogramma The Battle of the Networks, een eenmalig programma, waarin teams van ABC, NBC en CBS het tegen elkaar opnamen.
Bekende scheidsrechters waren musicus Tonny Eyk en zwemster Ada Kok. Een andere bekende verschijning was André van Duin die in de rol van Simon Naaigaren de uitzendingen regelmatig op zijn kop kwam zetten.
In de zomer van 1987 werd een jonge Paul de Leeuw bekend door zijn gastpresentatie in het programma, mede door zijn uitspraak: "Meneer Van Heumen, we zijn er klaar voor!". De scheidsrechter was Wim van Heumen (1928-1992), de voormalig coach van het hockeyelftal.
In de zomer van 2004 zond BNN vier avonden het programma BNN presenteert AVRO's Sterrenslag uit. Het werd gepresenteerd door Katja Schuurman en Bridget Maasland. Oud-Sterrenslag-presentator Jos Kuijer was de voice-over. Op de vlaggen en parasols was het oude AVRO-logo te zien. Negen teams van onder andere acteurs, presentatoren, politici en radio-presentatoren gingen met elkaar de strijd aan. Op 1 januari 2005 zond BNN BNN presenteert AVRO's Sterrenslag in de Sneeuw uit. Drie teams namen het tegen elkaar op onder winterse omstandigheden in het Zwitserse dorp Saas-Fee.
In 2016 werd dit programma door RTL 4 uitgezonden als Zeesterren.
3 op Reis ·
Afkicken ·
De allerslechtste echtgenoot van Nederland ·
Atletico Ananas ·
AVRO's Sterrenslag ·
Baby te huur ·
De Badgasten ·
De beste ·
Bitches ·
Bloed, Zweet en Luxeproblemen ·
Break Free · 
Cash Cab ·
Comedy Live ·
Costa! ·
Crazy 88 ·
Dennis en Valerio vs de rest ·
Dennis vs Valerio ·
Doe Maar Normaal ·
Egoland ·
Feuten ·
Finals ·
Floortje en de ambassadeurs · 
Floortje naar het einde van de wereld ·
Get Smarter in a Week ·
Golden Oldies ·
De Grote Donorshow ·
Hey DJ ·
Je zal het maar hebben ·
Je zal het maar zijn ·
Kannibalen ·
Katja vs Bridget ·
Katja vs De Rest ·
Kebab TV ·
De Klimaatpolitie ·
Lama gezocht ·
De Lama's ·
Lijst 0 ·
Loverboys ·
MaDiWoDoVrijdagshow ·
De Man met de Hamer ·
Mystery Party ·
De Nationale Eettest ·
De Nationale IQ Test ·
Neuken doe je zo! ·
De Nieuwste Show ·
Nu we er toch zijn ·
Onderweg naar Morgen ·
Over Mijn Lijk ·
Ranking the Stars ·
Rat van Fortuin ·
Ruben vs Geraldine ·
Ruben vs Katja ·
Ruben vs Sophie ·
Het schnitzelparadijs ·
De School ·
De slechtste chauffeur van Nederland ·
Sluipschutters ·
Smeris ·
De Social Club ·
Spuiten en Slikken ·
De Stalkshow ·
StartUp ·
Sterretje Gezocht ·
Stop in the Name of Love ·
Tessa ·
Tequila ·
Top of the Pops ·
Try Before You Die ·
Van God Los ·
Vier handen op één buik ·
VOC ·
Vrijdag op Maandag ·
Waar kan ik je 's nachts voor wakker maken? ·
Walhalla ·
Weg met BNN ·
De Zeven Zeeën